# Achyranthes tenuifolia
Achyranthes tenuifolia är en amarantväxtart som beskrevs av Carl Ludwig von Willdenow. Achyranthes tenuifolia ingår i släktet Achyranthes och familjen amarantväxter. Inga underarter finns listade i Catalogue of Life.